# White (Dakota del Sur)
White es una ciudad ubicada en el condado de Brookings en el estado estadounidense de Dakota del Sur. En el Censo de 2010 tenía una población de 485 habitantes y una densidad poblacional de 188,58 personas por km².

## Geografía
White se encuentra ubicada en las coordenadas 44°26′12″N 96°38′48″O / 44.43667, -96.64667. Según la Oficina del Censo de los Estados Unidos, White tiene una superficie total de 2.57 km², de la cual 2.57 km² corresponden a tierra firme y (0%) 0 km² es agua.

## Demografía
Según el censo de 2010, había 485 personas residiendo en White. La densidad de población era de 188,58 hab./km². De los 485 habitantes, White estaba compuesto por el 98.35% blancos, el 0% eran afroamericanos, el 0% eran amerindios, el 0.82% eran asiáticos, el 0% eran isleños del Pacífico, el 0% eran de otras razas y el 0.82% pertenecían a dos o más razas. Del total de la población el 0.41% eran hispanos o latinos de cualquier raza.